# Exilioidea indica
Exilioidea indica là một loài ốc biển, là động vật thân mềm chân bụng sống ở biển trong họ Ptychatractidae.